# Avvocato di me stesso
Avvocato di me stesso (Young Man with Ideas) è un film del 1952 diretto da Mitchell Leisen.
È una commedia drammatica statunitense con Glenn Ford, Ruth Roman, Denise Darcel e Nina Foch.

## Produzione
Il film, diretto da Mitchell Leisen su una sceneggiatura di Ben Barzman e Arthur Sheekman, fu prodotto da Gottfried Reinhardt e William H. Wright per la Metro-Goldwyn-Mayer e girato nei Metro-Goldwyn-Mayer Studios a Culver City, California, da fine agosto a metà ottobre 1951. I titoli di lavorazione furono The Family Man e  Young Man in a Hurry. Il film doveva originariamente essere interpretato nel ruolo di Maxwell Webster da Russell Nype. Per disaccordi con la produzione, dopo 12 giorni di riprese questi fu poi sostituito da Glenn Ford.

## Distribuzione
Il film fu distribuito con il titolo Young Man with Ideas negli Stati Uniti dal 2 maggio 1952 al cinema dalla Metro-Goldwyn-Mayer.
Altre distribuzioni:
- in Finlandia il 27 marzo 1953 (Mieheni on minun)
- in Svezia il 31 maggio 1954 (Ung man med idéer)
- in Portogallo il 29 luglio 1954 (Jovem com Ideias)
- in Brasile (O Felizardo)
- in Italia (Avvocato di me stesso)